# Mosonszentmiklós
Mosonszentmiklós è un comune di 2 451 abitanti situato nella contea di Győr-Moson-Sopron, nell'Ungheria nordoccidentale.